# Dianella saffordiana
Dianella saffordiana là một loài thực vật có hoa trong họ Thích diệp thụ. Loài này được Fosberg & Sachet miêu tả khoa học đầu tiên năm 1987.